# Lyckantropen Themes
Lyckantropen Themes è la prima colonna sonora composta dal gruppo norvegese Ulver.
Si tratta della colonna sonora originale del cortometraggio Lycantropen del regista svedese Steve Ericsson.

## Il disco
Musicalmente si tratta di un album che prosegue la svolta elettronica degli ultimi due album, e che la rivisita in chiave minimalista. Ognuna della 10 tracce è frutto di un'improvvisazione basata su tre accordi, successivamente sviluppata in collaborazione col regista.

## Il film
Il cortometraggio, in cui la musica costituisce spesso una vera e propria voce narrante, tratta dell'incrinarsi dei rapporti famigliari tra un padre, la madre e la figlia. Il tema della licantropia e dei lupi ritorna spesso, sia nei sogni della bambina che nella scena finale in cui il padre ha un vero e proprio incontro con la sua natura bestiale.

## Tracce
1. Theme 1 – 1:21
2. Theme 2 – 1:37
3. Theme 3 – 7:12
4. Theme 4 – 2:13
5. Theme 5 – 4:48
6. Theme 6 – 2:41
7. Theme 7 – 2:38
8. Theme 8 – 4:16
9. Theme 9 – 5:49
10. Theme 10 – 3:44

## Formazione
- Kristoffer Rygg (Garm, Trickster G., G. Wolf, Fiery G. Maelstrom)
- Jørn H. Sværen
- Tore Ylwizaker